# Slaget ved Taphede
Slaget ved Taphede var et slag, der fandt sted øst for Viborg i Danmark den 6. eller 7. oktober 1334. Slaget var et sidste forsøg på at genrejse det danske kongedømme med kongesønnen Otto, Hertug af Estland og Lolland, efter kong Christoffer 2.s død.
I 1972 blev der rejst en mindesten om slaget på Randersvej i Tapdrup Sogn, øst for Viborgbydelen Houlkær.

## Baggrund
I begyndelsen af 1300-tallet blev Danmark et stadigt mere kaotisk og opløst rige med hundredvis af små borge, plyndrende holstenske pantere og oprørske danske bønder og stormænd. Dette skyldtes en kostbar udenrigspolitik under Erik Menved og især Christoffer 2., som bidrog til, at landet i stigende grad blev pantsat til kongemagtens mange kreditorer.
Den 2. august 1332 døde Christoffer 2. i Sakskøbing på Lolland, og da var landet helt i pantsætternes hænder – først og fremmest grev Gerhard 3. af Holsten, som havde Jylland og Fyn, og Johan af Holsten, som havde Sjælland, Lolland og Falster samt Skåne. Danmark stod uden konge, kongemagten var bankerot, og sammenbruddet en realitet.
Efter faderens død begyndte hertug Otto, som var blevet løsladt efter freden i januar 1332, at planlægge en krig mod pantsætterne for at genrejse kongemagten og for at genforene Danmark efter de opdelinger, som blev indført med fredsslutningerne i 1330 og 1332. Han sikrede sig støtte fra markgrev Ludvig af Brandenburg med løfter om Estland, som stadig var et len, til Otto, der titulerede sig som "de danskes junker" (domicellus Danorum).
Sammen med flere ledende stormænd fra det danske aristokrati indledte han en krig i 1333. Lolland var blevet overført til Ottos kontrol, og med dette landområde havde han været i stand til at mobilisere en dansk hær, som blev støttet af tyske styrker fra Brandenburg.
Otto og hans styrker marcherede mod Viborg for at lade sig hylde som konge på tinget.

## Slaget
Slaget begyndte ved Viborg den 6. eller 7. oktober 1334, efter at Ottos dansk-tyske hær, forstærket med jysk støtte, stødte sammen med grev Gerhards holstensk-tyske hær, som havde danske stormænd i sit følge. Slaget ved Taphede – eller på den navngivne hede – var meget hårdt og blodigt. Danskerne kæmpede modigt og stædigt, på trods af grevens bedre kompetence blandt sine lejesoldater. Nederlaget blev næsten totalt, med et ukendt antal døde blandt den danske hær. Otto blev taget til fange.
Grev Gerhard satte Otto i fængsel på Segeborg Slot i Holsten. Som følge af fangenskabet udviklede han mentale forstyrrelser, og han blev løsladt på sin yngre bror Valdemar Atterdags krav i 1340. Valdemar forlangte, at Otto først skulle fraskrive sig enhver ret til tronen i Danmark.
Otto havde formodentlig erklæret sig villig til dette. Efter løsladelsen opholdt Otto sig i Tyskland hos sin tyske ven Johan af Werle. Valdemar følte sig dog ikke tryg ved sin ældre bror, og som en del af aftalen med Den Tyske Orden om salget af Hertugdømmet Estland i 1346 fik han de tyske korsfarere til at give kongebroren en post som borgherre i Livland. Dette betød, at Otto forsvandt ud af Danmarkshistorien.